# کارل کلنر (عینک ساز)
کارل کلنر (انگلیسی: Carl Kellner؛ زاده ۲۶ مارس ۱۸۲۶ درگذشته ۱۳ مهٔ ۱۸۵۵) یک کارآفرین اهل آلمان بود.